# Szczecinki
Szczecinki (niem. Sczeczinken, 1916–1945 Eichhorn) – wieś w Polsce położona w województwie warmińsko-mazurskim, w powiecie oleckim, w gminie Olecko.
W latach 1975–1998 miejscowość administracyjnie należała do województwa suwalskiego.
Wieś lokowana na 33 włókach prawie lennym w 1556 roku, w wyniku nadania Albrechtowi Szczecińskiemu dokonanego przez księcia Albrechta. W roku 1774 powstała we wsi szkoła powstała. Na przełomie XVIII i XIX wieku Szczecinki były wymieniane jako wieś szlachecka. W roku 1905 powstał w Szczecinkach duszpasterski obwód kaznodziejski, należący do parafii Mieruniszki. W 1938 roku we wsi było 296 mieszkańców. Według urzędowych statystyk jeszcze w latach 1907–1912 na 1800 parafian obwodu szczecineckiego ludności pochodzenia polskiego było tysiąc.
Nazwa wsi pochodzi od nazwiska zasadźcy - Albrechta Szczecinskiego. Dopiero w okresie akcji germanizacyjnej z lat trzydziestych XX w. wieś otrzymała niemiecką nazwę Eichhorn, dla upamiętnienia niemieckiego generała, bohatera Prus Wschodnich z okresu I wojny światowej. Wcześniej używano nazw Szczeczinken oraz Zinnenberg.